# Phare d'Oxcars
Le phare d'Oxcars est un phare maritime construit sur un rocher de l'estuaire de Firth of Forth, à environ 4 km au sud-est de Dalgety Bay, dans l'ancien comté de Fife au sud-est de l'Écosse.
Ce phare était géré par le Northern Lighthouse Board (NLB) à Édimbourg,l'organisation de l'aide maritime des côtes de l'Écosse. Il est maintenant sous l'autorité portuaire de Forth Ports (en).

## Histoire
Ce phare a été conçu et réalisé par les ingénieurs écossais du Northern Lighthouse Board Thomas Stevenson  et David Alan Stevenson  en 1885-86. Il a été mis en service le 15 février 1886 et mis en fonctionnement automatique en 1894. Il fut le premier phare de la NLB à être automatisé.
C'est une tour cylindrique, avec son socle, de 22 m de haut construit sur un petit rocher. Il émet, à un plan focal de 16 m, deux flashs courts toutes les 7 secondes, Blanc ou rouge selon secteur directionnel. L'édifice est peint en blanc, avec une bande rouge horizontale en sous milieu. Accessible seulement par bateau, il est sous lautorité portuaire de Forth Ports.
Identifiant : ARLHS : SCO-166 - Amirauté : A2916 - NGA : 2392.

### Lien connexe
- Liste des phares en Écosse